# Vidraria Santa Marina
Vidraria Santa Marina é uma empresa brasileira com sede em São Paulo, na Avenida Santa Marina.
Foi fundada em 1896 por Elias Fausto Pacheco Jordão e Antônio da Silva Prado e incorporada pelo grupo Saint-Gobain em 1960. Seu nome, "Santa Marina", é homenagem a Marina da Silva Prado de Queirós Aranha, filha de Antônio da Silva Prado e casada com Luís Augusto de Queirós Aranha.
Opera na área de vidros domésticos (copos, pratos e etc.) e também fabrica produtos de porcelana e cerâmica.
É dona das marcas Santa Marina, Marinex e Duralex.
Em outubro de 2011, a Nadir Figueiredo comprou 100% da Vidraria Santa Marina por um valor não revelado.